# Teen Dream
Albums de Beach House
Devotion
(2008) Bloom
(2012)
Teen Dream est le troisième album studio du duo de dream pop américain Beach House, sorti le 26 janvier 2010,. Produit par Chris Coady, Teen Dream est le premier album de Beach House avec le label Sub Pop. L'album fut plutôt bien reçu par la critique musicale, qui le considéra comme l'un des meilleurs albums de 2010.
Il rentre ainsi dans l'édition 2011 des 1001 albums qu'il faut avoir écoutés dans sa vie.

## Liste des pistes
| 1.    | Zebra            | 4:48 |
| 2.    | Silver Soul      | 4:58 |
| 3.    | Norway           | 3:54 |
| 4.    | Walk in the Park | 5:22 |
| 5.    | Used to Be       | 3:58 |
| 6.    | Lover of Mine    | 5:06 |
| 7.    | Better Times     | 4:23 |
| 8.    | 10 Mile Stereo   | 5:03 |
| 9.    | Real Love        | 5:20 |
| 10.   | Take Care        | 5:48 |
| 48:40 |                  |      |

| 11. | Baby | 2:59 |

## Classements
| Classement (2010)               | Meilleure position |
| ------------------------------- | ------------------ |
| US Billboard 200                | 43                 |
| US Billboard Alternative Albums | 6                  |